# چن چینگیوان
چن چینگیوان (انگلیسی: Chen Qingyuan؛ زادهٔ ۱۵ فوریهٔ ۱۹۹۷) شمشیرباز زن اهل چین است. وی در بازی‌های المپیک تابستانی ۲۰۲۰ شرکت کرده‌است.